# Dima Wannous
Dima Wannous (en arabe : ديمة ونوس) est une écrivaine et traductrice syrienne née à Damas en 1982.      

## Biographie
Elle étudie la littérature française à l'Université de Damas et à la Sorbonne. Elle étudie également la traduction en France. Elle vit ensuite à Beyrouth, où elle travaille pour les journaux Al-Hayat et As-Safir, ainsi que pour des médias audiovisuels (radio et télévision).

## Carrière
Dima Wannous attire l'attention des critiques littéraires avec Tafasil (Détails), un recueil de nouvelles publié en 2007, qui décrit la société syrienne en se concentrant sur différents personnages aux « accents ironiques grotesques », montrant comment ils s'inclinent devant le pouvoir. Elle publie son premier roman Kursi (La Chaise) en 2008. Elle fait partie du Beyrouth39, un groupe de 39 écrivains arabes de moins de 40 ans choisis dans le cadre d'un concours organisé par le magazine Banipal et le Hay Festival.  
Son roman publié en 2017, Kha'ifoun (Les effrayés), décrit la vie d'une jeune femme à Damas pendant la guerre civile qui reçoit un manuscrit d'un ancien amant ayant fui en Allemagne. Le livre est sélectionné pour le Prix international 2018 de la fiction arabe et est traduit en anglais, allemand, néerlandais, espagnol et turc. 
Son style narratif est décrit par les critiques comme « sobre et souvent douloureusement précis ».
Dima Wannous est la fille du dramaturge syrien Saadallah Wannous. Elle est mariée au journaliste syrien Ibrahim Hamidi et vit avec lui à Londres.